# Venere allo specchio
Venere allo specchio è un dipinto realizzato da Tiziano intorno al 1555, conservato alla National Gallery of Art di Washington.

## Storia
Il dipinto faceva parte di un gruppo di opere che Tiziano conservava nella sua casa ai Biri di San Canciano. Non è certo se le avesse conservate (e questa per oltre vent'anni) come campioni da esibire ai visitatori per eventuali ordini o come modelli per le copie eseguite dagli allievi. La casa/studio veneziana era infatti, rimasta abbandonata ed in parte saccheggiata dopo la morte del pittore e del figlio Orazio nel 1576. Già nel 1577 un'ispezione di Pomponio Vecellio, altro figlio del maestro, con il cognato Cornelio Sarcinelli, in vista di una spartizione dell'eredità, aveva rilevato e denunciato agli Avogadori del Comun la sparizione di opere, preziosi e documenti. Fu comunque Pomponio Vecellio, gran «dissipatore della sostanza paterna», che nel 1581 vendette l'immobile con tutto il suo contenuto, inclusa la Venere allo specchio, a Cristoforo Barbarigo per 300 ducati. Di questa cifra Pomponio dovette versarne 154 a Domenico Dossena, marito di Emilia figlia illegittima di Tiziano.

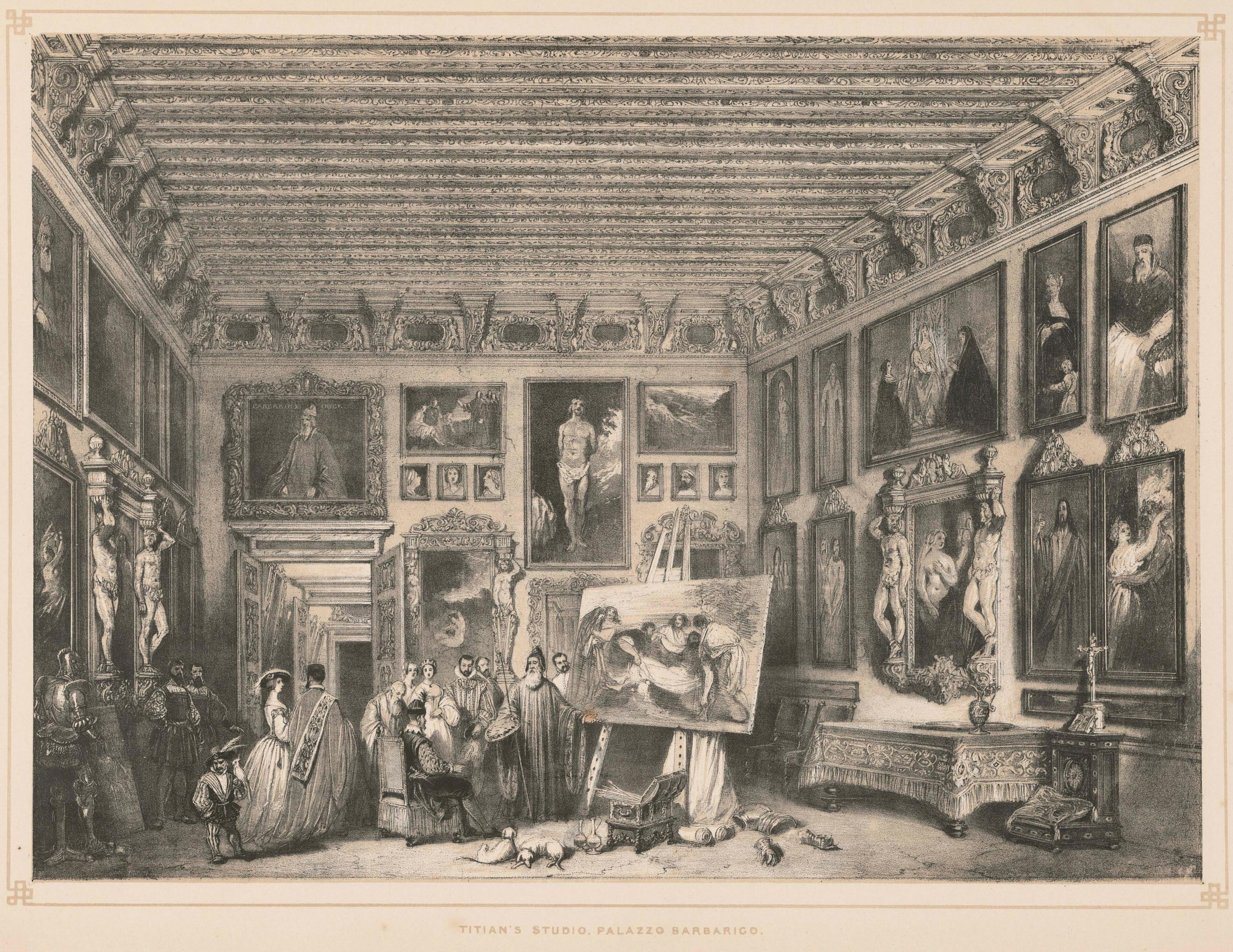
Interno di Ca' Barbarigo della terrazza con la galleria di Tiziano; litografia di Joseph Nash da Interiors and Exteriors in Venice di William Frederick Lake Price, 1843

I Barbarigo avevano già una certa consuetudine con Tiziano e la loro collezione a Ca' Barbarigo della terrazza rimase per i tre successivi secoli davvero imponente e comprendeva centinaia di opere tra pitture, sculture e ceramiche. Ben lodata nel Seicento dagli scrittori veneziani Ridolfi (e proprio su questo quadro parla di «Una Venere sino a ginocchi, che si vagheggia nello specchio con due Amori”), e Boschini, nel Settecento la collezione divenne una meta obbligata per i viaggiatori cultori dell'arte: Cochin la descrive come una «scuola di Tiziano» e de Brosses menziona la Venere allo specchio come «parfaitement beaux».  Fra tutti i dipinti il catalogo redatto nel 1845 da Giovanni Carlo Bevilacqua ricorda 2 opere di Giovanni Bellini, 13 di Giorgione, 17 di Tiziano, una di Jacopo Palma il Vecchio, 2 di Tintoretto, 2 di Rubens, 6 di Jacopo Bassano.
Infine, nel 1850, si assistette ad un'altra svendita, tristemente raccontata dall'annalista Emanuele Antonio Cicogna: l'erede Nicolò Antonio Giustinian Cavalli cedette 102 quadri compreso questo dipinto - in pratica l'intera collezione in blocco - allo zar Nicola I con l'intermediazione del suo console generale a Venezia conte Aleksandr Chvostov. La cifra pattuita di 562.000 lire austriache può parere rilevante ma, a giudizio di Fiodor Bruni allora direttore dell'Ermitage di San Pietroburgo la Maddalena, un'altra tela del Tiziano nella collezione, da sola valeva l'intera cifra.
Lo zar rimase comunque insoddisfatto dell'acquisto, soprattutto dei dipinti seicenteschi allora fuori moda. E infatti buona parte della collezione Barbarigo fu liquidata nell'asta del 1854 assieme ad altri 1200 quadri dell'Ermitage e oggi circa tre quarti di questi dipinti veneziani risultano dispersi. Di nuovo nel 1930, al fine di accumulare valuta estera per il primo dei piani quinquennali per l'economia nazionale dell'Unione Sovietica, il governo sovietico vendette segretamente la Venere, insieme ad altri venti capolavori del museo, al miliardario americano Andrew Mellon. Mellon sei anni dopo, nel 1937, donò la sua collezione di 121 dipinti e 21 sculture per costituire il primo nucleo della National Gallery of Art di Washington, fondata su suo impulso.

## Descrizione e stile

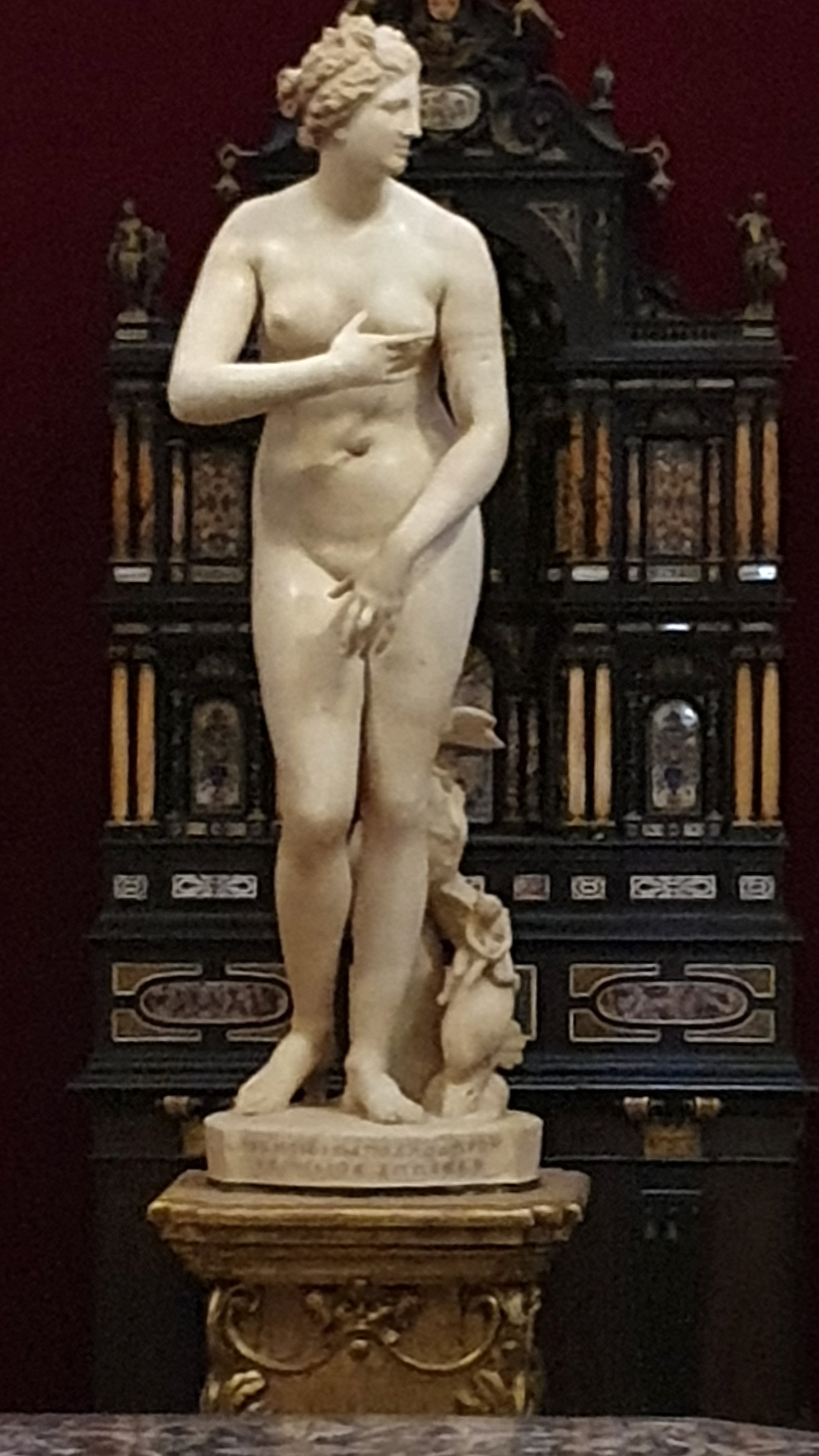
Venere de' Medici, Firenze, Galleria degli Uffizi: un esemplare della Venus pudica che potrebbe aver ispirato Tiziano

Tiziano, già aduso nel dipingere Venere, soprattutto mollemente distesa, s'ingegnò di adattarne la figura in una scena di toeletta, un tipo di situazione che aveva già sperimentato ritraendo alcune anonime donne.
In questo caso la posa della dea riprende il modello di una "Venere pudica", probabilmente la Venere de' Medici, allora a Roma, che il pittore ebbe modo di vedere durante il soggiorno in quella città nel 1545-1546 «imparando dalle meravigliose pietre antiche». Ma potrebbe essere stata anche un'altra Venere pudica già nella collezione Grimani e ora nel museo archeologico di Venezia.

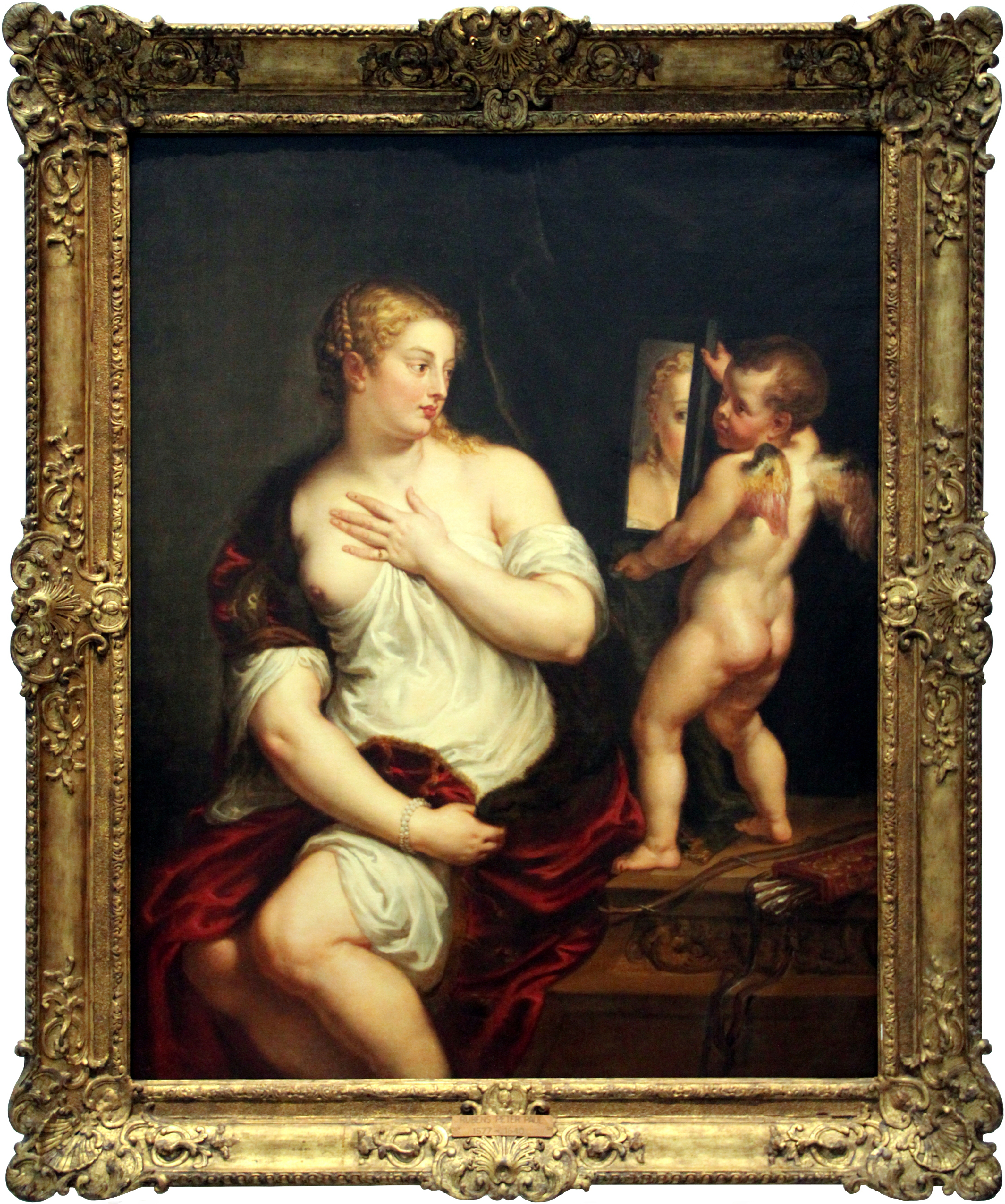
Peter Paul Rubens, Venere e Cupido, 1606/1611, olio su tela, 137x111 cm, Madrid, Museo Thyssen-Bornemisza

La prima notizia di una Venere allo specchio di Tiziano si riferisce all'opera che aveva promesso in dono all'imperatore Carlo V e che finalmente convocato riuscì a consegnarla in Augusta nel 1548. Purtroppo l'originale, prelevato nel 1813 da Giuseppe Bonaparte, è andato perduto ma ne rimane una pregevole replica realizzata da Rubens. In realtà secondo alcuni documenti appare che Tiziano inviò un'altra versione a Filippo II, che egli stesso descriveva come «Venere ignuda». Non è chiaro se le due tele avessero la medesima impostazione, comunque nel 1666 risultavano esposte assieme nella galleria tizianesca del Prado.
Tuttavia già nel 1934 uno studio di Stephan Poglayen-Neuwall incentrato sulle copie e repliche allora visibili aveva dimostrato che dovevano essere esistite tre redazioni autografe, ognuna distinta nelle proprie varianti.
Infatti Ridolfi ci ricorda un'altra «Venere rarissima, che si mira nello specchio con due amori» nella collezione creata dall'avvocato e poi mercante Nicolò Crasso (1523-1595). Anche questo dipinto perduto ci è tramandato soltanto da un abbozzo nel quaderno che van Dyck schizzò in Italia e confermata dalla copia presente all'Ermitage.

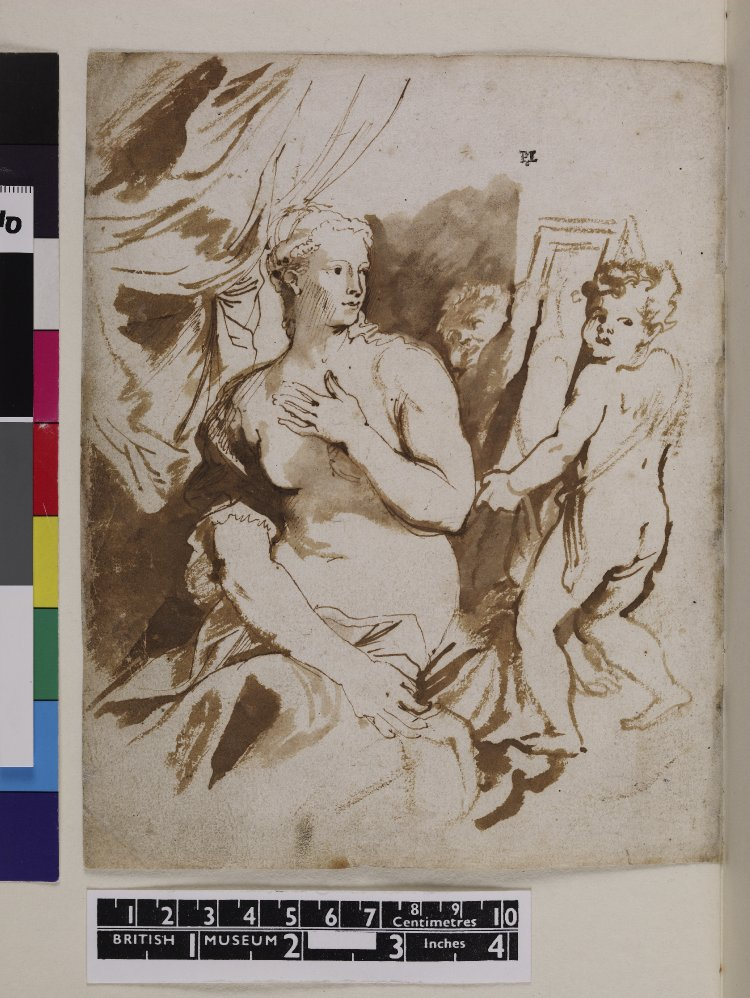
Antoon van Dyck (da Tiziano Vecellio), Toeletta di Venere in Quaderno italiano di schizzi, 1614/1641, penna su carta, 200x150 mm circa, Londra, British Museum

L'unica Venere allo specchio che ci è giunta è l'esemplare di Washington. Un tempo si pensava che il dipinto consegnato all'imperatore fosse una replica proprio di questo, ignorando peraltro l'esemplare già Crasso. Un accurato studio di Peter Humfrey ha dimostrato invece che questa unica versione pervenutaci sia successiva e databile 1552-1553.
Le copie tuttora esistenti ci rendono note le variazioni introdotte da Tiziano nei vari esemplari. Non sono comunque queste da rilevarsi nei minuti dettagli, come le collane ed i braccialetti, spesso dovuti alla fantasia, al gusto o all'abilità dei copisti. Gli elementi rilevanti sono la camicia che le copre parzialmente il petto ma rivela le gambe e la presenza di un unico cupido nel dipinto inviato in Spagna. Negli altri due invece il busto di Venere viene presentato nudo e la dea è accompagnata da due eroti. Nell'esemplare Crasso ambedue reggono lo specchio e il primo rivolge lo sguardo verso gli osservatori. Nell'esemplare della National Gallery solo il primo amorino regge lo specchio e vi guarda dentro, l'altro porge una ghirlanda a Venere.

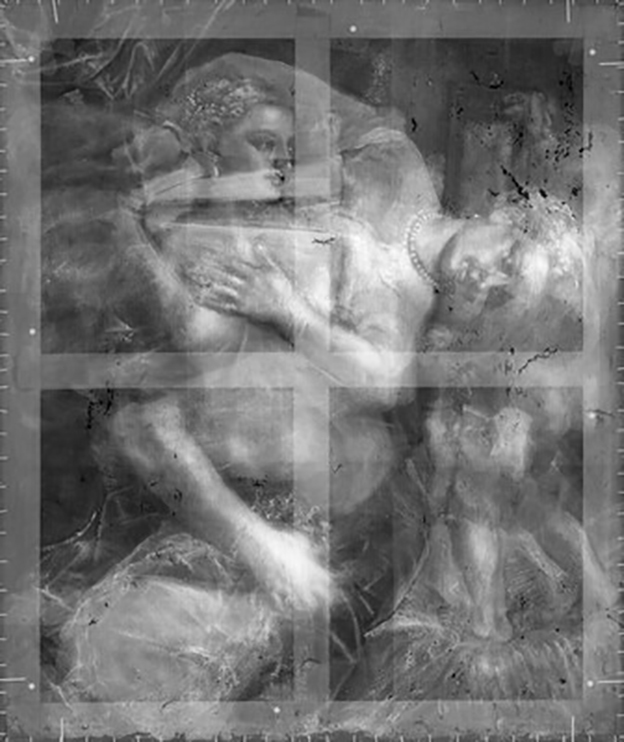
Radiografia del dipinto di Washington

La radiografia pubblicata da Shapley nel 1972 rivelò che l'esemplare di Washington era stato dipinto su una tela precedentemente impiegata per un doppio ritratto: un'elegante donna e un uomo in armatura. Probabilmente, secondo Tagliaferro, il dipinto originario era opera del giovane allievo Paris Bordon data l'impostazione più riferibile ai modi di questi; un'ipotesi comunque ritenuta scarsamente difendibile secondo Humfrey. Tiziano poi ruotò la tela portandola in verticale e vi dipinse sopra la sua nuova Venere riutilizzando il manto dell'uomo come copertura delle gambe della dea.

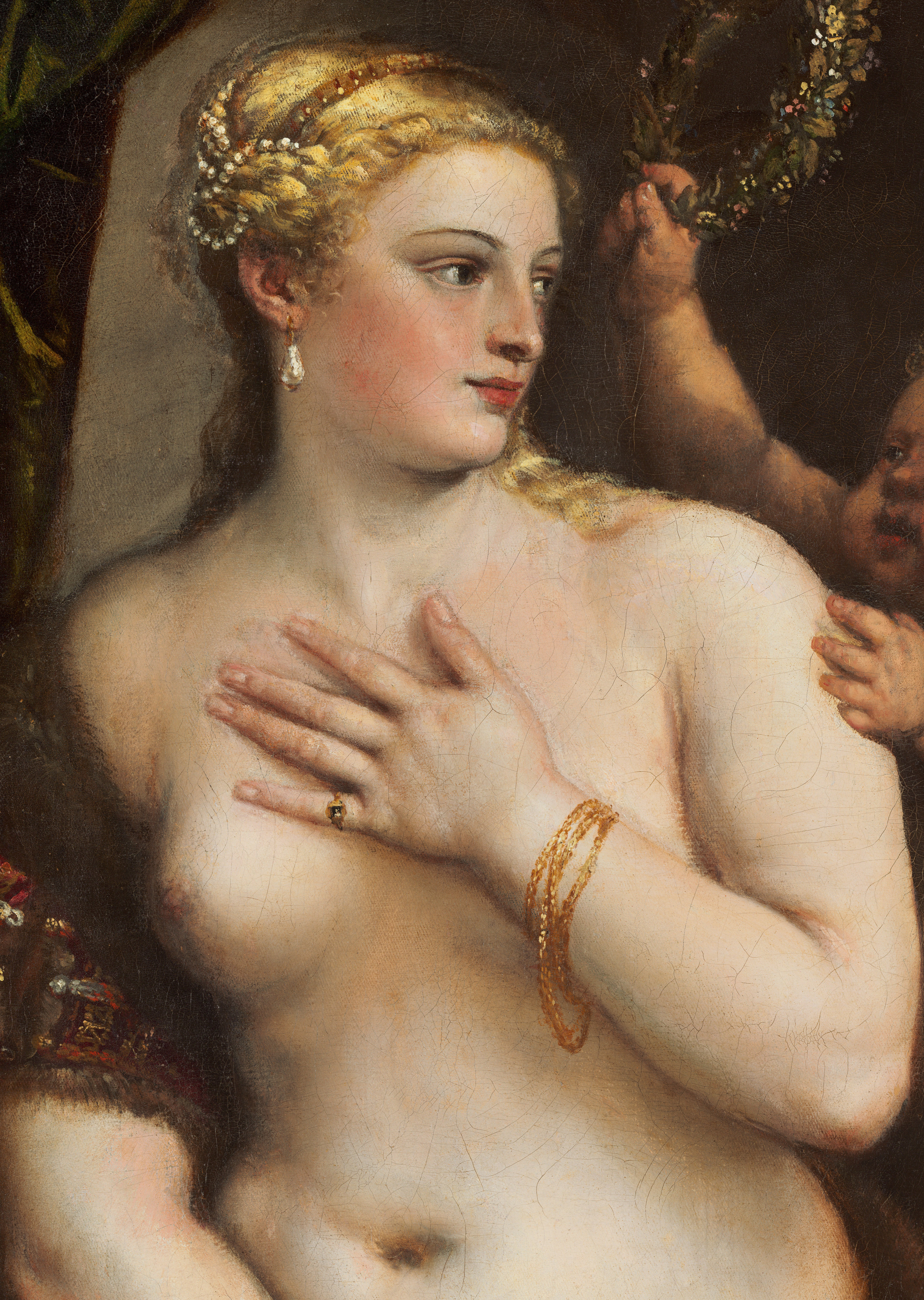
Venere allo specchio, particolare

La Venere di Washington, nel trattamento accurato della tessitura delle superfici e nella loro tattile sensualità, tipico specialmente nel Tiziano degli anni cinquanta, incarna l'ideale di bellezza di quell'epoca mentre rivela, più che coprirla, morbidezza delle candide carni della dea avvolte nel drappo rosso contornato da ricami d'oro e d'argento e foderato di morbida pelliccia.
Tuttavia è stato rilevato come la parte destra del quadro non sia altrettanto curata, per esempio nell'anatomia generale del primo cupido in cui inoltre l'ala sinistra appare troppo piatta e spunta dalla spalla a differenza dell'altra attaccata alla scapola. Diversi studiosi hanno quindi supposto che la metà destra del quadro sia stata dipinta da un seguace, forse anche dopo il decesso del maestro, magari allo scopo di rendere più vendibile l'opera. A confermare l'inserimento tardivo degli amorini Tamara Fomichova ha osservato inoltre che il cupido offerente una ghirlanda fiorita è un motivo che appare nelle opere di Tiziano solo dalla metà degli anni sessanta con le due versioni di Venere e Cupido con un suonatore di liuto, ora al Fitzwilliam e al Met.
Il motivo di Venere con lo specchio risulta frequente per tutto il Medioevo come allegoria moralizzante della vanità e voluttuosità, ma sopravvisse in questo senso anche più tardi, un esempio di questa durevolezza potrebbe essere l'allegoria della Vanitas di Bellini. Ma pochi anni dopo con la Nuda allo specchio, che per certi versi anticipa l'iconografia della Venere allo specchio, Giovanni rispose alla Donna allo specchio di Tiziano. Sebbene ambedue i dipinti non siano dichiaratamente riferiti alla dea, alcuni storici li hanno inquadrati come precursori della Venere: per esempio Elise Goodman-Soellner ha individuato nella Donna una rappresentazione dell'ideale di bellezza petrarchesco e nelle armonie cromatiche della Venere una corrispondenza con gli elogi dei poeti alle loro signore; Cathy Santore, che vede nella Donna una cortigiana e nella Venere ugualmente una cortigiana negli ''abiti'' della dea, ritorna al concetto della rappresentazione della lascivia. Rona Goffen interpreta i due dipinti del Tiziano come icone dell'equilibrarsi della potenza erotica nel rapporto uomo/donna e vede la presenza del maschio intimamente surrogata dal mantello rosso nella Venere. In ogni modo il contatto dello spettatore con gli occhi della dea attraverso lo specchio rafforza la sensazione erotica del dipinto. Allo stesso tempo molti storici hanno inquadrato anche questo dipinto nel dibattito sul paragone. Irina Artemieva ha sviluppato questa interpretazione riferendo la Venere non solo al dibattito sul paragone tra pittura e scultura ma anche a quello tra disegno e colorito espresso nel Dialogo della pittura di Ludovico Dolce: insomma un dichiarato manifesto di Tiziano sulla propria arte.